# Zair Azgur
Zair Isaakovich Azgur, en ruso: Азгур, Заир Исаакович, (Vitebsk, 15 de enero de 1908-Minsk, 18 de febrero de 1995), fue un escultor bielorruso activo durante el periodo de la Unión Soviética.  
Nacido en la región de Vitebsk , estudió en esa ciudad de 1922 a 1925; desde 1925 hasta 1928 estudió en Vkhutein en Leningrado.  Su primera exposición fue en  1923.  Estuvo activo principalmente en  Minsk, donde entre sus proyectos fueron la creación de relieves para el Teatro Nacional Académico de la gran Ópera y Ballet de la República de Bielorrusia.  Creó una serie de retratos en busto de los héroes de la guerra y figuras militares de la década de 1940.  En la Exposición General de primera categoría de Bruselas (1958) ganó una medalla de plata por su obra.  Monumentos por él diseñados fueron erigidos en Lugansk en 1947; Minsk en 1947; Borodino en 1949; Suzdal en 1950; y Leninogorsk - un monumento a Vladimir Lenin - en 1957.  Posteriormente a lo largo de su carrera expuso en  Bucarest y París.
La casa estudio de Azgur en Minsk es actualmente un museo.